# Бретшнайдер, Генрих Готфрид фон
Иоганн Генрих Готфрид фон Бретшнейдер (нем. Johann Heinrich Gottfried von Bretschneider; 1739—1810) — немецкий офицер, коллекционер, библиотекарь

 и писатель

-сатирик

.

## Биография
Родился 6 марта 1739 года в городе Гере в Тюрингии. В семнадцатилетнем возрасте поступил на военную службу в саксонскую армию из которой перешёл в прусскую, где служил пока, в ходе Семилетней войны, не попал в плен к французам и с 1761 по 1763 год был заключён в одной из французских крепостей. 
В 1772—1773 гг. Генрих Готфрид фон Бретшнайдер путешествовал по Франции, Голландии и Англии. Составленное им в 1801 году описание его путевых приключений было издано в Берлине в 1817 году Гекингком, под заглавием: «Reise nach London und Paris, nebst Auszügen aus B.-s Briefen». 
Вернувшись, Бретшнайдер служил в Кобленце и в Банате, в 1778 получил должность библиотекаря при университете в Офене, где подвергся преследованиям со стороны приверженцев иезуитов. Последнее обстоятельство обратило на него внимание Иосифа II, который намеревался дать ему место в Вене, но его сношения с журналистом и критиком Кристофом Фридрихом Николаи, во время посещения последним Вены в 1781 году, и небезосновательные слухи, что большая часть материалов для «Путешествий» последнего была доставлена Бретшнайдером, сделали его очень непопулярным среди венского населения, и поэтому он в 1784 году был определен на службу во вновь учрежденный Львовский университет. 
Больной и преследуемый иезуитами, Иоганн Генрих Готфрид фон Бретшнайдер в 1809 году получил отставку со званием гофрата и 1 ноября 1810 года умер в деревне Криниц. 
Центр тяжести литературной деятельности Бретшнейдера лежит в его сатирических произведениях — «Almanach der Heiligen auf 1788», изданном по инициативе императора Иосифа, и «Wallers Leben und Sitten» (Кёльн [d. i. Berl.], 1793), в которых он яркими красками изображает тогдашнее венское общество, интриги сановников, их агентов и т. п.
Его сын Фридрих (1770—1846) тоже стал офицером, но не оставил, как отец, карьеру военного и дослужился до фельдмаршал-лейтенанта.